# Борова (Ізюмський район)
Борова́ — селище в Україні, у Борівській селищній територіальній громаді Ізюмського району Харківської області.  Населення станом на 1 січня 2022 року — 5055 осіб.

## Географічне розташування
Селище міського типу Борова розташоване на лівому березі Оскільського водосховища у місці впадання в нього невеликої річки Борова. Селище витягнуто вздовж річки на ~ 8 км. Від водосховища селище відділяє невеликий сосновий масив. До селища примикає село Бойні. Нижче за течією за 2 км село Підлиман.
Відстань до обласного центру залізницею 193 км, автошляхами — 165 км. Через селище пролягають автошляхи територіального значення Р78Р79 та залізниця, найближча станція Переддонбасівська (за 1,5 км).

## Назва
Назва селища Борова ймовірно походить від однойменної лівої притоки Оскола — річки Борової, а назва річки походить від прадавнього соснового бору, що простягається завдовжки на 20 км.

## Історія

### Заснування
За даними історика Леся Ісаїва, слобода Борова була заснована не пізніше 1790 року шляхом об'єднання кількох хуторів з різними назвами. Сучасне селище Борова не має ніякого відношення до монастирського хутора Борова на річці Оскіл, що веде своє літочислення з XVII століття, та в подальші роки називався, як селище Боровий, за часів СРСР — село Оскіл.

Хутори на місці Борової на мапі 1785 року

### Гороховатська пустинь
Перші літописні згадки про Борівську землю датуються 1698 роком у розповіді про Гороховатську чоловічу пустинь — невеликий монастир, що спочатку був на лівому березі Оскола, а згодом розташувався на правому березі Оскола, біля гороховатських скель, у 1760 році повернувся на лівий берег Оскола, при впадінні річки Борової. Хоча перші поселення на її території, як вважають історики, з'явились ще раніше. Можливо, що водночас з монастирем був заснований і хутір Боровий.

### Боровська слобода
Приблизно у 1780—1784 роки в Куп'янському повіті Харківського намісництва проведений перепис всіх земельних угідь. У цих документах згадується про два хутора з однаковою назвою — Боровий.
Один з цих хуторів для тих часів був великим населеним пунктом, він мав 35 дворів з населенням 247 чоловік. Розташований хутір по обидві сторони річки Борової. Поблизу Піщаного озера і двох безіменних озер, обнесений огорожею з двома вежами, церквою і дерев'яними келіями, стояв монастир. Саме цьому монастирю і належав хутір, населення якого обробляли монастирські землі.
На лівому березі річки Борової був другий хутір Боровий, а землі його — по обидві сторони річки. Цей хутір мав лише три двори, в яких мешкало 20 осіб. Всі вони були кріпаками поміщиці.
Обидва хутори були заселені вихідцями з Правобережної України, так званими черкасами.
У листопаді 1788 року монастир було ліквідовано, його землі та майно перейшли у власність держави, селян перевели до розряду економічних, а згодом — державних.
У 1794 році з території ліквідованого шість років тому монастиря до хутора Борового на лівий берег річки була перенесена церква, навколо якої розрослася Боровська слобода. Її населення поповнювалося  за рахунок колишніх військових, які після 25 років служби оселилися тут та отримували невеликі ділянки землі.
Населення хуторів, а потім і слободи Борової в основному займалося землеробством і тваринництвом. Вирощували жито, пшеницю, просо, овес, розводили велику рогату худобу, овець, іноді розвивалося садівництво. Крім того, жінки пряли льон, коноплю, шерсть, ткали полотно і сукно. Вироби йшли для власного користування, а іноді — на продаж.
Тривалий час Борова була невеликою слободою Гороховатської волості. На початку XX століття слобода розрослася, особливо у напрямку хутора Борового.
Селище постраждало внаслідок геноциду українського народу, проведеного урядом СРСР у 1932—1933 роках, кількість встановлених жертв у Боровій та Шийківці — 693 людини.
У 1968 році відбулася зміна статусу на селище.

### У Незалежній Україні
З 24 серпня 1991 року селище міського типу Борова у складі Незалежної України.
12 червня 2020 року розпорядження Кабінету Міністрів України № 725-р «Про визначення адміністративних центрів та затвердження територій територіальних громад Харківської області» Борівська селищна рада об'єднана з Борівською селищною громадою.
17 липня 2020 року, в результаті адміністративно-територіальної реформи та ліквідації Борівського району, село увійшло до складу Ізюмського району.

### Російсько-українська війна

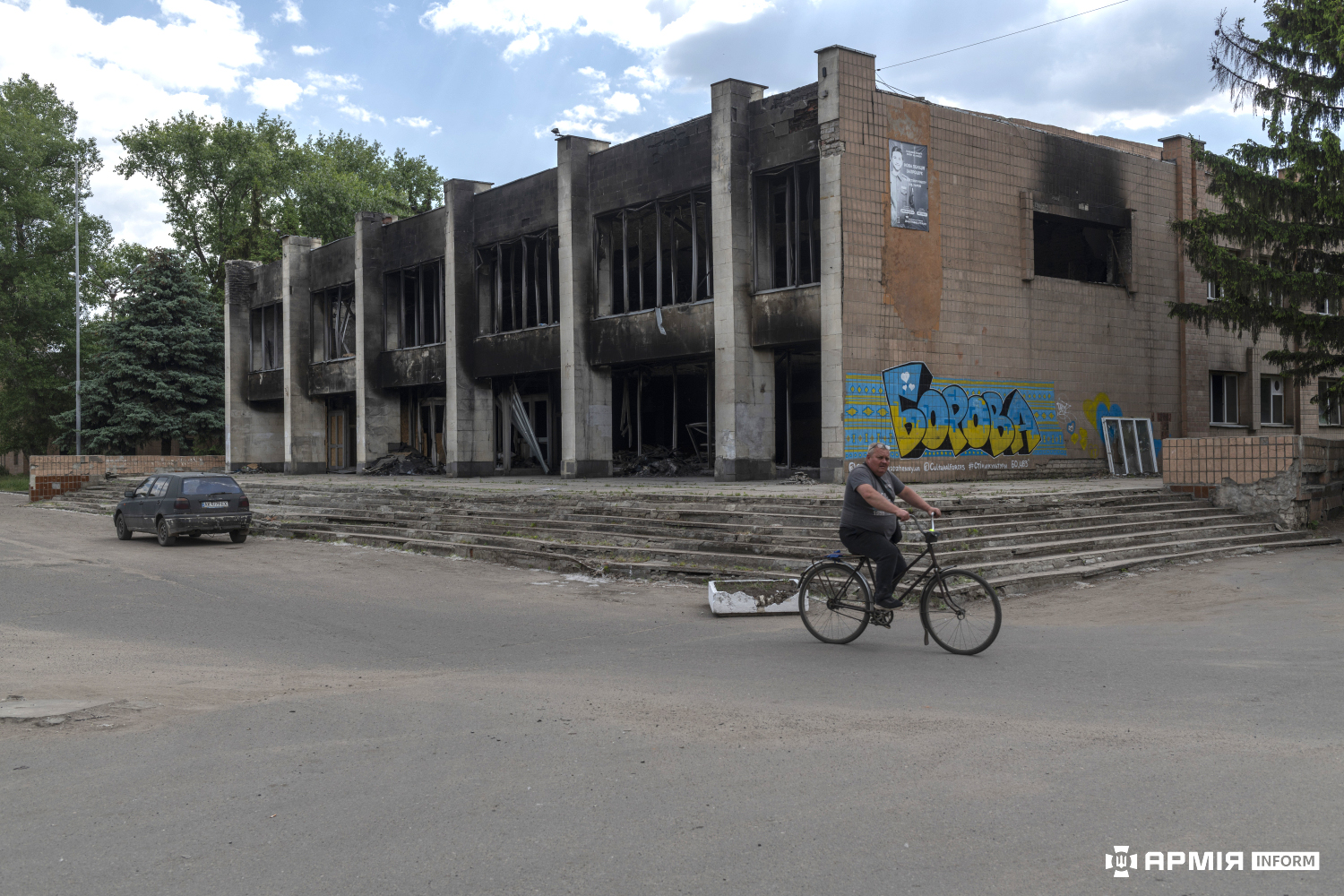
Будинок культури після російських обстрілів

4 квітня 2022 року жителів селища закликали евакуюватися власним транспортом або наданими селищною громадою автобусами до поїздів. Із 15 тис. жителів виїхала приблизно половина населення.
14 квітня, вранці, в село поблизу Борової зайшли російські загарбники. Вони роздягали і били чоловіків, відбирали телефони, виносили майно з осель. Ввечері голова Харківської ОВА Олег Синєгубов підтвердив, що російські окупанти зайшли до Борової, в результаті селище опинилося під тимчасовою окупацією.
14 квітня росіяни обстріляли евакуаційні автобуси в Боровій, в результаті обстрілу загинуло 7 осіб, 27 осіб отримали поранення. Водії автобусів, побачивши російських  загарбників, зупинилися на узбіччі та вийшли з транспорту з піднятими руками, однак окупанти розстріляли людей впритул.
3 жовтня Збройні сили України звільнили смт Борову від російських окупантів.

## Населення

### Мова
Розподіл населення за рідною мовою за даними перепису 2001 року:
| Мова            | Кількість | Відсоток |
| --------------- | --------- | -------- |
| українська      | 6157      | 90.46%   |
| російська       | 610       | 8.96%    |
| вірменська      | 12        | 0.18%    |
| білоруська      | 7         | 0.10%    |
| болгарська      | 3         | 0.04%    |
| румунська       | 2         | 0.03%    |
| гагаузька       | 1         | 0.02%    |
| інші/не вказали | 14        | 0.21%    |
| Усього          | 6806      | 100%     |

## Економіка
В селищі діють:
- Філія Піско-Радківської РТС
- Борівський маслозавод
- Молочно-товарна ферма
- Промислова артіль
- КП «Борівська друкарня»
- Борівський елеватор.
- Навколо селища декілька оздоровчих таборів.
- Турбази відпочинку.
- Розвинуті фермерські господарства, бджолярство.
- Компресорна станція газогону «Союз» (для працівників вважається найпрестижною у працевлаштуванні).

Закриті підприємства:
- Борівська харчосмакова фабрика
- ТОВ «Борівський завод продтоварів»
- ТОВ «Борівський міжгосподарський комбікормовий завод»
- ЗАТ «Борівський молокозавод».

Чимало мешканців займаються ловлею раків та рибальством.

## Об'єкти соціальної сфери
- Окружний опорний заклад
- Борівська середня загальноосвітня школа
- Школа мистецтв
- Будинок дитячої та юнацької творчості
- Будинок культури
- Бібліотека для дорослих
- Дитяча бібліотека
- Дитяча юнацька спортивна школа

## Пам'ятки
- Поруч із селищем знаходиться курган Попові могили.

## Персоналії
Уродженцями Борової є:
- Гамора Віктор Володимирович, генерал-майор Збройних сил України.
- Ковбаса Олег Вікторович — майор Збройних сил України, учасник російсько-української війни 2014—2015 років.
- Титаренко Владислав Вадимович (1995—2023) — лейтенант медичної служби Збройних сил України, учасник російсько-української війни. Герой України (посмертно).